# Хипермагнеземија
Хипермагнеземија је један је од поремећај у равнотежи електролита који се карактерише повишеним нивоом магнезијума у крви. Овакво стање настаје када је концентрације магнезијума у серуму већа од 1,07 mmol /L У односу на хипомагнеземија знатно је ређи поремећај.

## Физиологија
Код здравих одраслих оособа, ниво магнезијума у серуму креће се од 0,6—1,1 mmol/L. Приближно 30% укупног магнезијума у плазми везано је за протеине и у комплексу са фосфатима и цитратима, док се приближно 70% магнезијума може филтрирати кроз вештачке мембране (15% комплексних и 55% слободних Мг2+ јона). 
Релативно мало се зна о физиолошким механизмима транспорта магнезијума у ћелијама.
Улога магнезијума у организму
- Магнезијум је секундарни најважнији интрацелуларни катјон.
- Активација коензима који су неопходни за метаболизам угљених хидрата и протеина (кофактор за више од 260 ензима (АТП-аза - На-К АТП-аза; Ца АТП-аза)
- Синтеза протеина
- Синтеза нуклеинских киселина
- Регулација јонских канала: преко процеса регулације интраћелијске концентрације K+и Ca++
- Игра есенцијалну улогу у неуротрансмисији, функцији срца и неуромишићним активностима

Излучивање магнезијума из организма
Са брзином гломеруларне филтрације (скраћено ГФР) од око 150 L на дан и ултрафилтрационом концентрацијом магнезијума од 14 mg/ L, филтрирано оптерећење магнезијумом износи приближно 2.100 mg дневно. 
Нормално, само 3% филтрираног магнезијума се јавља у мокраћи; тако да 97% магнезијума реапсорбује у бубрежним тубулима. За разлику од натријума и калцијума, само приближно 25-30% филтрираног магнезијума се поново апсорбује у проксималном тубулу. Приближно 60-65% филтрираног магнезијума поново се апсорбује у узлазном делу Хенлеове петље, а 5% се реапсорбује у дисталном делу нефрон.

## Патофизиологија
Вишак магнезијума утиче на поремећај функција; централног нервног система, неуромускуларне и срчаносудовне органе. 
Велика концентрација магнезијума у плазми најчешће се јавља код:
- бубрежне инсуфицијенције и
- код пацијената који примају интравенозним путем (ИВ) магнезијум за лечење одређених здравствених стања.[4]

## Епидемиологија
Хипермагнеземија се јавља јако ретко у Сједињеним Државама и другим развијеним земљама света и њена учесталост није јасно одређена. Иако инциденца хипермагнеземије није прецизно дефинисана, поремећај се може јавити нешто чешће код одређених популација пацијената, нарочито код оних са запуштеном бубрежном инсуфицијенцијом.
Старосне разлике
Иако нису утврђене никаква старосна предиспозиција развоја хипермагнеземије је учесталији код новорођенчади чије су мајке са еклампсијом третиране магнезијум сулфатом. Деца тих мајки могу се родити са значајним повећањима концентрације магнезија у серуму, која могу бити у распону од 3—11 mmol / L.

## Етиологија
Хипермагнеземија је обично узрокована бубрежном инсуфицијенцијом. Други узроци укључују следеће болести и стања:
- јатрогено у болницама након примене већих количина магнезијума или где други поремећаја,[7]
- прекомерном употребом антацида, лекова који се користе за неутрализацију желудачне киселине, и регулацако у себи садржи магнезијум,
- лаксативи, који садрже магнезијум
- парентерална исхрана,
- акутни застој бубрега,
- литијумска терапија
- хипотироидизам
- Адисонова болест
- млечно-алкални синдром
- антациди (или лекови који се користе за неутрализацију желудачне киселине) ако садрже магнезијум,[8]
- урођена хипокалциурна хиперкалцемија
- урођена хипермагнезијемија,[9]
- прекомерни унос магнезијум у прееклампсији такође може бити један од узрока ако је примењена доза превисока.[10]

## Клиничка слика
Симптоми хипермагнеземије обично нису очигледни, осим ако ниво магнезијума у серуму није већи од 2 mmol/L. Истовремена хипокалцемија, хиперкалемија или уремија преувеличавају симптоме хипермагнеземије на било ком нивоу метаболизма.
Код парентералне употребе магнезијум сулфата најчешћи рани симптоми хипермагнеземије су:
- мучнина, пролив, повраћање,
- жеђ,
- болови у стомаку (спастичне природе),
- надутост трбуха,
- неравнотежа електролита (конфузија, замор, аритмија, умор, грчеви),
- знојење,
- поремећај вида (двослике),
- смањен крвни притисак,
- брадикардија, са променама на електрокардиограму
- неравнотежа електролита праћена инхибицијом активности срца и централног нервног система,
- погоршање запаљењских болести у гастроинтестиналном тракту (посебно бубрежне инсуфицијенције).

Поред наведених симптома и знакова могу се јавити и следећи споредни ефекте као што су;
- умор,
- главобоља,
- хипотермија,
- анксиозност,
- атонија материце.

Када је хипермагнеземија праћена едемом и еклампсија може се развити и секундарна хипокалцемија са знацима тетанија. Превисока концентрације магнезијума у плазми (нпр након веома брзе интравенске инјекције магнезијум сулфата или код пацијената са бубрежном инсуфицијенцијом) може изазвати парестезије, мучнину повраћање и полиурију.
Неуромускуларни симптоми
Ово су најчешћи симптоми хипермагнеземије који изазивањем блокаде неуромишићног преноса спречавају пресинаптичко отпуштање ацетилхолина и компетитивну инхибицију калцијума у пресинаптичким нервним каналима преко калцијумског канала који зависи од напона.
Један од најранијих неуромускуларних симптома хипермагнеземије је слабљење рефлекса дубоких тетива, које се јавља при концентрацији Мg у крви 2—3,5 mmol/L. 
Слабост мишића је тежа манифестације хипермагнеземије која се јављај када је ниво Мg већи од 5 mmol/L. 
При концентрацији Mg од:
- 5,4 mmol / L настаје губитак дубоког тетиве рефлексе,
- 5—6,5 mmol / L - инхибиција респираторног центра. Ова манифестација може довести до парализе мишић и депресије дисања, која резултује апнејом.

Симптоми од стране спроводног система срца
Хипермагнеземија смањује способност спровођења надражаја у срцу и симпатичким ганглијама, тако да да је код концентрације Mg од: 
- 2,5—5 mmol / L - QRS комплекс проширен, са дужим Р—Q интервалом на електрокардиограму,
- 7.5 mmol / L - нарушено је провођење надражаја код спроводни систем срца;
- 12,5 mmol / L - настаје срчани застој.[11]

Умерено повећање нивоа магнезијума у серуму може довести до благог смањења крвног притиска, а већа концентрација може проузроковати тешку симптоматску хипотензију. 
Магнезијум је такође кардиотоксичан и, у високим концентрацијама, може изазвати брадикардију, отежано дисања и шок. У најтежим случајевима може доћи до појаве коме или до појаве комплетног срчаног блока и срчаног застоја (који се могу појавити на нивоима већим од 7 mmol / L).
Хипокалцемија
Познато је да је хипокалцемија резултат смањења секреције паратироидног хормона (ПТХ) или отпорности крајњих органа на ПТХ. Паралитички илеус који се развија због парализе глатких мишића, може бити последица лечења магнезијумом.
Хипермагнеземија може ометати струјање крви због интерференције изазване адхезијом са тромбоцитима, промене тромбинског времена и времена коагулације крви.
Неспецифични симптоми
Ови симптоми укључују мучнину, повраћање и исушивање коже.

## Дијагноза
Како је хипермагнеземија обично резултат комбинације вишка уноса магнезија и коегзистирајућег оштећења бубрежне функције, дијагноза се обично заснива на директном мерењу нивоа магнезијума у плазми, пошто у многим случајеви налази нису подударни.
Ако ниво магнезијума није одмах доступан, знаке постојања хипермагнеземије треба сагледавати у контексту присутне болести (прееклампсија, бубрежна инсуфицијенција итд), примена лекова који садрже магнезијум или смањена анјонска разлика.

## Терапија
Код пацијената са симптоматском хипермагнеземијом која изазива кардијалне ефекте или респираторне поремећаје, учинци се антагонизују  применом калцијум глуконата. Калцијум антагонизује токсични ефекат магнезијума, јер ови електролити супротстављају једни другима на њиховим местима деловања. Овај третман обично води до симптоматског побољшања. Код испитаника са оштећеном способношћу излучивања магнезијума (нпр бубрежне болести у завршној фази), понекад је неопходна и трансплантација бубрега.

### Медикаментна терапија
Диуретици
Лекови који промовишу излучивање магнезијума мокраћом могу бити ефикасни у лечењу хипермагнеземије. Један од њих је фуросемид (ласикс) који може стимулисати излучивање магнезијума, повећањем нивоа излучене воде у којој је магнезијум помешан са транспортним системом који га везује за хлориде. Овај механизам заузврат инхибира реапсорпцију натријума и хлорида у узлазном делу Хенлеове петље и дисталном делу бубрежних тубула.
Соли калцијума
Калцијум може умањити негативне ефекте магнезијума на живце и мишиће.
Калцијум глуконат (калцинат) директно антагонише неуромускуларне и кардиоваскуларне ефекте магнезијума. Употреба овог лека посебно је индикована код пацијената са симптоматском хипермагнеземијом која изазива срчане ефекте или респираторне поремећаје.
Антидијабетесни лекови
Антидијабетесни лекови који уклањају магнезијумове јоне у ћелије од посебног су значаја у лечењу хипермагнеземије.
Глукоза и инсулин могу помоћи у спречавању улаза магнезијума у ћелије. Глукозу треба давати заједно са инсулином како би се спречила хипогликемија, уз честу контролу ниво шећера у крви.

## Превенција
Превенција хипермагнеземије је најчешће могућа, ако се правовремено предвиди могућност њене појаве код пацијената који се лече магнезијумом, или код оних са смањеном функцијом бубрега.
Да би се избегла појава хипермагнеземије на почетку лечења магнезијумом треба пратити кретање његове концентрацију у плазми, и код појаве наглог пораста нивоа Мг у плазми, довољно је искључити магнезијум из терапије. То је често довољна мера да се коригује блага до умерена хипермагнеземију.
Код дуготрајног лечење магнезијумом треба пратити срчану активност, крвни притисак, респираторне функције, функције бубрега, рефлексе тетива.
Ако је потребно, истовремено са магнезијумом коришћење калцијумових соли оне се могу ординирати у разним препаратима убризгавањем у вену.
Пацијенти са тешком бубрежном функцијом не би смео да користити више од 20 g магнезијум сулфатом у 48 часа, док је код пацијената са бубрежном инсуфицијенцијом и олигуријом контраиндикована брза интравенска примене магнезијума.